# Giuseppe Decollanz
Giuseppe Decollanz (Irsina, 1º dicembre 1935 – Bari, 8 giugno 2012) è stato un dirigente pubblico, educatore e scrittore italiano.
Sui suoi testi tecnici dedicati al mondo della scuola è in parte basata la preparazione degli attuali dirigenti scolastici.
Negli ultimi anni della sua vita, si è dedicato alla narrativa per la sua Basilicata.

## Biografia
Nasce in Basilicata, a Montepeloso (ora Irsina). Da bambino assiste all'arruolamento forzato del giovane padre, Luigi Decollanz, per la Campagna italiana di Grecia, voluta da Benito Mussolini, da cui non farà mai ritorno. Rimasto orfano di guerra, il più grande di tre fratelli, dedicherà la sua vita allo studio prima, all'insegnamento e alla pedagogia poi.
Le tragiche esperienze dell'infanzia, la violenza del prelevamento forzato del padre da parte dei gerarchi fascisti, finiranno per influenzare molte delle sue opere letterarie, come:

In "La guerra siamo noi", infatti, Decollanz racconta della sua infanzia da orfano e del passaggio in ritirata delle truppe tedesche alla fine della seconda guerra mondiale. 
In "I datteri di Giarabub", invece, viene fotografata l'atmosfera di forte tensione politica che Irsina e il Mezzogiorno vivono, nel 1925, a ridosso dell'assassinio politico di Giacomo Matteotti. Figura di riferimento e di ispirazione della sua carriera, così come si evince anche dai suoi scritti, sarà Canio Musacchio (il primo sindacalista meridionale).
Successivamente si trasferisce a Bari per frequentare l'Università. Prima di diventare dirigente della pubblica Istruzione, è stato maestro elementare e direttore didattico della scuola Niccolò Piccinni del capoluogo pugliese.
Le esperienze pedagogiche e tecniche accumulate si condensano in alcuni manuali e saggi che hanno contribuito a fare la storia dell'insegnamento e della scuola in generale. "L'integrazione scolastica dei disabili" diventa un testo di riferimento per la preparazione di ogni insegnante di sostegno.  "Il preside della scuola media", invece, diventa un manuale per i futuri direttori e dirigenti. Diversi corsi universitari indirizzati alle Scienze dell'educazione, infine, adottano i testi del Decollanz per la preparazione degli studenti agli esami.
Durante gli ultimi mesi della sua vita, pur combattendo con la malattia, si è dedicato ad un progetto di riscatto della memoria storica della sua Basilicata. Con la volontà di scrivere un'opera che offrisse il giusto contraltare alla visione che Carlo Levi aveva tracciato del suo sud nel "Cristo si è fermato ad Eboli". Da questo impegno è nato l'ultimo volume "Oltre Eboli, la Basilicata negata" (2014).

## Opere

### Saggistica
- Educazione e politica nel Pinocchio, Editrice Scuola, 1972;  Archiviato il 5 marzo 2016 in Internet Archive.
- La funzione ispettiva dalla Legge Casati ad oggi, A. Armando, 1984;  Archiviato il 5 marzo 2016 in Internet Archive.
- Il preside nella scuola media, Giunti & Lisciani, 1992;
- Handicap e scuola: questione aperta - Ethel Editoriale Giorgio Mondadori, Milano, 1997
- L'integrazione scolastica dei disabili. Dagli istituti speciali alla riforma dei cicli, Laterza Giuseppe Edizioni, 2005
- Storia della scuola e delle istituzioni educative. Dalla Legge Casati alla riforma Moratti, Laterza Giuseppe Edizioni, 2005  Archiviato il 5 marzo 2016 in Internet Archive.
- La scuola elementare del 2000. Autonomia, curricolo obbligatorio, organico funzionale. Guida al concorso magistrale, Laterza Giuseppe Edizioni, 1999
- AA:VV:Manuale di matematica per la scuola elementare, Giunti e Lisciani, 1988 (a cura di) Educare al Duemila, Giunti e Lisciani, 1990
- Inserimento e integrazione scolastica e sociale degli alunni migranti e stranieri: atti del corso di aggiornamento - Levante 1991

### Narrativa
- Colera e carrube, storia di mest' Colino Cuccovillo, Levante editori, 1990;  Archiviato il 21 novembre 2008 in Internet Archive. formato Kindle  Archiviato il 21 novembre 2008 in Internet Archive.
- Ai margini del cratere, Levante editori, 1991;  Archiviato il 16 dicembre 2007 in Internet Archive.
- La guerra siamo noi, storie dalla Basilicata, Levante editore 2008 e Amazon formato Kindle  2013;
- I datteri di Giarabub, Levante editore 2010 e Amazon formato Kindle  2013.
- Baldassarre Arrivadopo, Amazon formato Kindle  2013.
- Oltre Eboli, la Basilicata negata, Amazon formato Kindle  2014.

## Riconoscimenti
- Vincitore del premio letterario "Città di Gravina di Puglia"[6]
- Vincitore del premio di "Letteratura per l'infanzia Città di Bitonto"[7]
- Vincitore del premio letterario "Giovi, città di Salerno" [8]
- Vincitore del premio "Letteratura per l'Infanzia città di Bitritto" [9]